# 布羅克 (內布拉斯加州)
布羅克（英語：Brock）是位於美國內布拉斯加州尼馬哈縣的村。

## 人口
根據2020年美國人口普查的數據，布羅克的面積為0.81平方千米，皆為陸地。當地共有人口122人，而人口密度為每平方千米151人。